# 2005年ヨーロッパグランプリ
2005年ヨーロッパグランプリ(2005 European Grand Prix)は、2005年のF1世界選手権第7戦として、2005年5月29日にニュルブルクリンクで開催された。

## 予選

### 結果
| 順位 | No | ドライバー                 | チーム                   | タイム   | 差     |
| ---- | -- | -------------------------- | ------------------------ | -------- | ------ |
| 1    | 8  | ニック・ハイドフェルド     | ウィリアムズ・BMW        | 1:30.081 | —      |
| 2    | 9  | キミ・ライコネン           | マクラーレン・メルセデス | 1:30.197 | +0.116 |
| 3    | 7  | マーク・ウェバー           | ウィリアムズ・BMW        | 1:30.368 | +0.287 |
| 4    | 16 | ヤルノ・トゥルーリ         | トヨタ                   | 1:30.700 | +0.619 |
| 5    | 10 | ファン・パブロ・モントーヤ | マクラーレン・メルセデス | 1:30.890 | +0.809 |
| 6    | 5  | フェルナンド・アロンソ     | ルノー                   | 1:31.056 | +0.975 |
| 7    | 2  | ルーベンス・バリチェロ     | フェラーリ               | 1:31.249 | +1.168 |
| 8    | 17 | ラルフ・シューマッハ       | トヨタ                   | 1:31.392 | +1.311 |
| 9    | 6  | ジャンカルロ・フィジケラ   | ルノー                   | 1:31.566 | +1.485 |
| 10   | 1  | ミハエル・シューマッハ     | フェラーリ               | 1:31.585 | +1.504 |
| 11   | 12 | フェリペ・マッサ           | ザウバー・ペトロナス     | 1:32.205 | +2.124 |
| 12   | 14 | デビッド・クルサード       | レッドブル・コスワース   | 1:32.553 | +2.472 |
| 13   | 3  | ジェンソン・バトン         | BAR・ホンダ              | 1:32.594 | +2.513 |
| 14   | 15 | ヴィタントニオ・リウッツィ | レッドブル・コスワース   | 1:32.642 | +2.561 |
| 15   | 11 | ジャック・ヴィルヌーヴ     | ザウバー・ペトロナス     | 1:32.891 | +2.810 |
| 16   | 4  | 佐藤琢磨                   | BAR・ホンダ              | 1:32.926 | +2.845 |
| 17   | 18 | ティアゴ・モンテイロ       | ジョーダン・トヨタ       | 1:35.047 | +4.966 |
| 18   | 20 | パトリック・フリーザッハー | ミナルディ・コスワース   | 1:35.954 | +5.873 |
| 19   | 19 | ナレイン・カーティケヤン   | ジョーダン・トヨタ       | 1:36.192 | +6.111 |
| 20   | 21 | クリスチャン・アルバース   | ミナルディ・コスワース   | 1:36.239 | +6.158 |

## 決勝

### 展開
ウィリアムズのニック・ハイドフェルドが自身初のポールポジションを獲得し、マクラーレンのキミ・ライコネンが2番手に、マーク・ウェバーが3番手とウィリアムズが予選1-3を達成し好調ぶりを示す。両チャンピオンシップをリードするルノーはフェルナンド・アロンソが6番手、ジャンカルロ・フィジケラが9番手と低迷した。スタートではフィジケラがエンジンストールを喫しエクストラフォーメーションラップを実施し1周減算となる。再スタートではライコネンがハイドフェルドをかわしてトップに立ち、1コーナーでは2台にかわされたウェバーとモントーヤが接触、ウェバーはサスペンション破損によりリタイアしモントーヤはいくつか順位を落としたほか、ラルフ・シューマッハや佐藤琢磨がフロントウィングにダメージを負うなど波乱の展開となった。その後は順当にライコネンがトップ、2位にハイドフェルド、3位アロンソの順で推移していく。しかし30周目にライコネンが7コーナーでオーバーラン、ハイドフェルドに先行を許したものの、その周の終わりにピットイン、ライコネンは再びトップとなりアロンソが2番手、ハイドフェルドは3位でコースに復帰した。その後ライコネンは周回遅れのヴィルヌーヴをかわす際ブレーキングに失敗、タイヤにフラットスポットを作ってしまう。それが原因でライコネンのマシンはバイブレーションに見舞われ、アロンソはその差を徐々に詰め始めた。周回を重ねるたびバイブレーションは悪化し、ブレーキを踏むたびサスペンションはダメージを負う満身創痍の状態に追い込まれてしまった。36周目に15.2秒あったギャップは51周目には7.2秒、残り2周(57周目)では2.7秒、ファイナルラップに入った直後はわずか1.5秒差にまで縮まり、オーバーテイクは時間の問題と思われた。しかしトップのライコネンが1コーナーでブレーキングした瞬間、右フロントサスペンションが大破、ライコネンはジェンソン・バトンのリアをかすめてグラベルに飛び出しレースを終えた。これによりアロンソは労せずしてトップに立ちシーズン4勝目を獲得、2番手にはハイドフェルド、3番手にフェラーリのバリチェロが入った。ファイナルラップで悲運に見舞われたライコネンは11位完走扱い。これにより20に縮まるはずだったアロンソとライコネンのポイント差は7戦を終えて32に広がることとなった。

### 結果
| 順位 | No | ドライバー                 | チーム                   | 周回数 | タイム/リタイア | グリッド | ポイント |
| ---- | -- | -------------------------- | ------------------------ | ------ | --------------- | -------- | -------- |
| 1    | 5  | フェルナンド・アロンソ     | ルノー                   | 59     | 1:31:46.648     | 6        | 10       |
| 2    | 8  | ニック・ハイドフェルド     | ウィリアムズ・BMW        | 59     | +16.567         | 1        | 8        |
| 3    | 2  | ルーベンス・バリチェロ     | フェラーリ               | 59     | +18.549         | 7        | 6        |
| 4    | 14 | デビッド・クルサード       | レッドブル・コスワース   | 59     | +31.588         | 12       | 5        |
| 5    | 1  | ミハエル・シューマッハ     | フェラーリ               | 59     | +50.445         | 10       | 4        |
| 6    | 6  | ジャンカルロ・フィジケラ   | ルノー                   | 59     | +51.932         | 9        | 3        |
| 7    | 10 | ファン・パブロ・モントーヤ | マクラーレン・メルセデス | 59     | +58.173         | 5        | 2        |
| 8    | 16 | ヤルノ・トゥルーリ         | トヨタ                   | 59     | +1:11.091       | 4        | 1        |
| 9    | 15 | ヴィタントニオ・リウッツィ | レッドブル・コスワース   | 59     | +1:11.529       | 14       |          |
| 10   | 3  | ジェンソン・バトン         | BAR・ホンダ              | 59     | +1:35.786       | 13       |          |
| 11   | 9  | キミ・ライコネン           | マクラーレン・メルセデス | 58     | サスペンション  | 2        |          |
| 12   | 4  | 佐藤琢磨                   | BAR・ホンダ              | 58     | 1周遅れ         | 16       |          |
| 13   | 11 | ジャック・ヴィルヌーヴ     | ザウバー・ペトロナス     | 58     | 1周遅れ         | 15       |          |
| 14   | 12 | フェリペ・マッサ           | ザウバー・ペトロナス     | 58     | 1周遅れ         | 11       |          |
| 15   | 18 | ティアゴ・モンテイロ       | ジョーダン・トヨタ       | 58     | 1周遅れ         | 17       |          |
| 16   | 19 | ナレイン・カーティケヤン   | ジョーダン・トヨタ       | 58     | 1周遅れ         | 19       |          |
| 17   | 21 | クリスチャン・アルバース   | ミナルディ・コスワース   | 57     | 2周遅れ         | 20       |          |
| 18   | 20 | パトリック・フリーザッハー | ミナルディ・コスワース   | 56     | 3周遅れ         | 18       |          |
| Ret  | 17 | ラルフ・シューマッハ       | トヨタ                   | 33     | スピン          | 8        |          |
| Ret  | 7  | マーク・ウェバー           | ウィリアムズ・BMW        | 0      | クラッシュ      | 3        |          |

| 前戦 2005年モナコグランプリ         | FIA F1世界選手権 2005年シーズン | 次戦 2005年カナダグランプリ         |
| 前回開催 2004年ヨーロッパグランプリ | ヨーロッパグランプリ            | 次回開催 2006年ヨーロッパグランプリ |